# 埃斯卡洛纳德尔普拉多
埃斯卡洛纳德尔普拉多，是西班牙卡斯蒂利亚-莱昂塞戈维亚省的一个市镇。 总面积32平方公里，总人口570人（2001年），人口密度18人/平方公里。